# Colocleora disgrega
Colocleora disgrega là một loài bướm đêm trong họ Geometridae.